# Carême
Pour les articles homonymes, voir Carême (homonymie).
 (janvier 2023).
Le Carême est le temps liturgique qui précède la fête de Pâques, principale fête chrétienne. Il est associé à une alternance de jours de jeûne complet et de jours d'abstinence (jours maigres). Institué au IVe siècle, il est d'une durée de quarante jours en référence aux quarante jours de jeûne de Jésus-Christ dans le désert. Cet épisode est relaté par les trois évangiles synoptiques : Mc 1,12-13, Mt 4,1-11 et Lc 4,1-13.
Le Carême se termine par une période de jeûne et de célébrations plus intenses, la Semaine sainte, qui précède la fête de Pâques. Le Carême doit être, pour les fidèles, une période d'approfondissement, de prière et de détachement des biens matériels en préparation de la fête de Pâques ; l'alimentation doit être plus frugale, avec en particulier une diminution des aliments d'origine animale.
Dans les Églises de rite byzantin, il est précédé d'une période de préparation appelée Petit Carême, qui se termine au dimanche de Carnaval. Le Carême proprement dit, appelé Grand Carême dure du Lundi pur au vendredi précédant le Samedi de Lazare et le dimanche des Rameaux.

## Origines et histoire

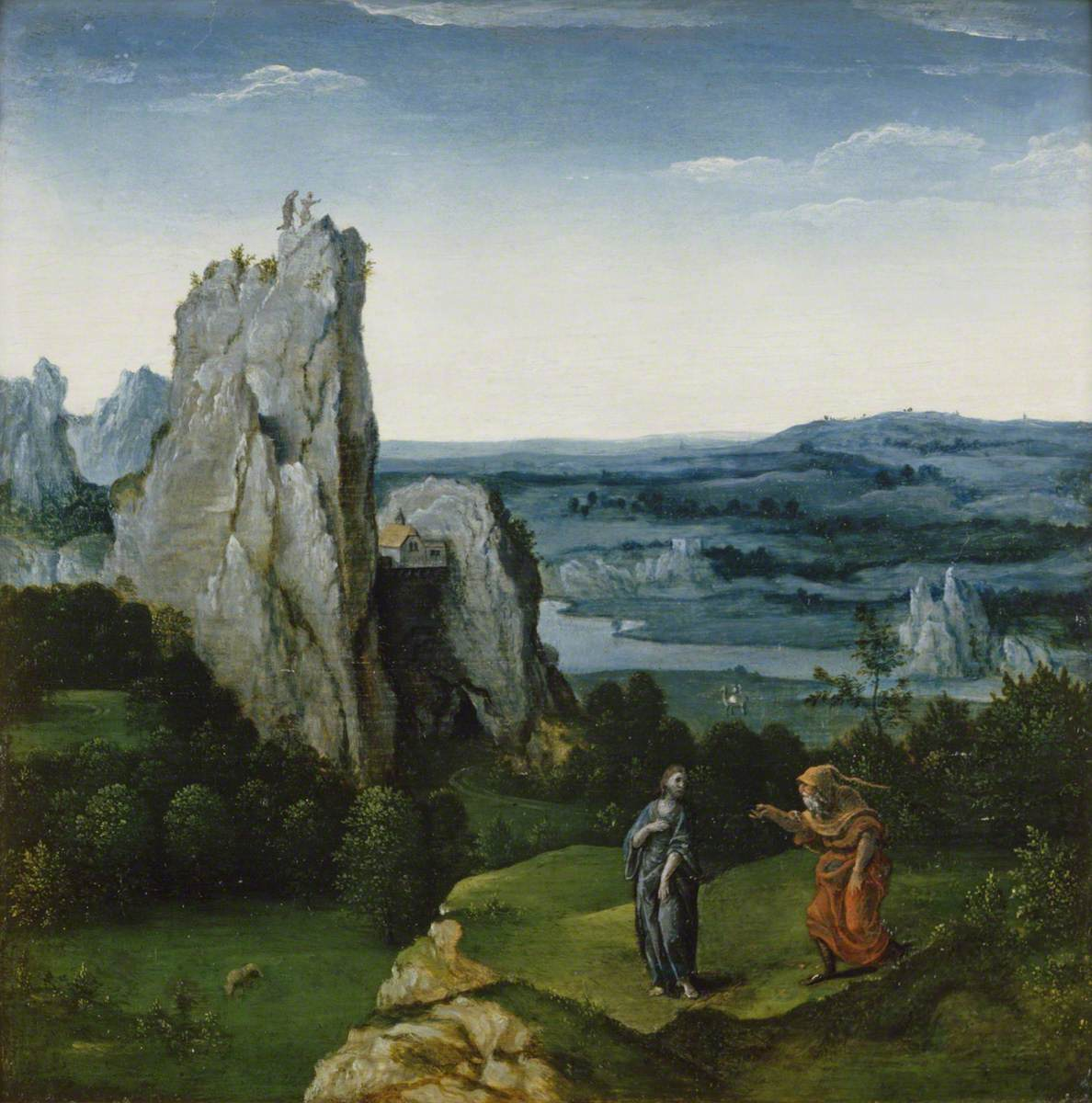
La Tentation du Christ dans le désert, école de Joachim Patinier, National Trust.

Le nom « carême » provient de la contraction du mot latin quadragesima, qui signifie « quarantième ». On appelle aussi le Carême la « Sainte Quarantaine ». La durée de quarante jours commémore à la fois les quarante jours et quarante nuits du jeûne de Moïse avant la remise des Tables de la Loi et les quarante jours de la tentation du Christ dans le désert entre son baptême et le début de sa vie publique, lors desquels il fut tenté par Satan, d'après les Évangiles synoptiques.
Les disciples de Jésus ne jeûnaient pas, alors que les pharisiens et les disciples de Jean le Baptiste pratiquaient le jeûne (Matthieu, IX, 14) : « Alors les disciples de Jean vinrent auprès de Jésus, et dirent : Pourquoi nous et les pharisiens jeûnons-nous, tandis que tes disciples ne jeûnent point ? ».
Les jours qui ont précédé la Pâque, ni Jésus ni ses disciples n'ont jeûné. Les récits des Évangiles indiquent qu’à Béthanie, seulement quelques jours avant sa mort, ses disciples et lui ont pris des repas. Jésus a en outre mangé le repas de la Pâque la nuit précédant sa passion. (Matthieu 26:6, 7 ; Luc 22:15 ; Jean 12:2). C'est durant le concile de Laodicée (v. 363-364) que fut prescrite la xérophagie, c'est-à-dire l'usage exclusif du pain et des fruits secs pendant le temps qui correspondait au Carême.
La pratique du Carême remonte ainsi au IVe siècle.
Au VIIe siècle, le Carême fut établi dans son calendrier actuel. À cette époque, le jeûne consistait à ne prendre qu'un repas quotidien en fin de journée et à s'abstenir de toute nourriture les jours du Vendredi et du Samedi saints.
Dans le rite latin, les trois dimanches précédant le Carême — la Septuagésime, la Sexagésime et la Quinquagésime — étaient eux-mêmes inclus dans la préparation de Pâques. Cependant, les prescriptions de jeûne se relâchèrent très vite et, dès le XIIIe siècle, le repas de midi était autorisé et complété d'une collation le soir.

## Église catholique

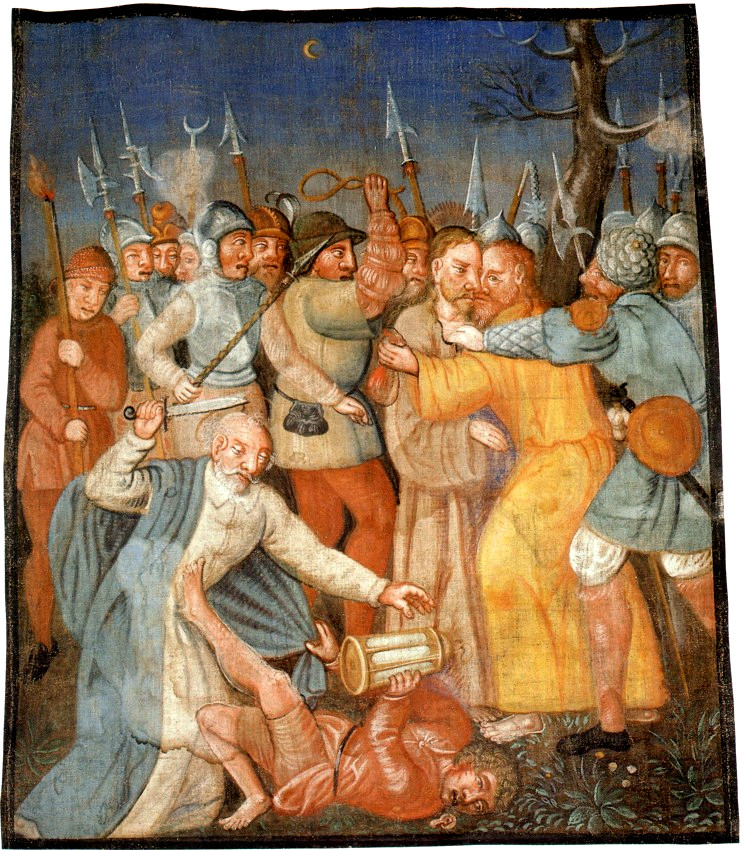
L'une des toiles de la Passion traditionnellement déployées jadis dans les églises pendant le carême. Tableau d'Oswalt Kreusel (1593), abbaye de Millstatt, Autriche.

Le Carême commence le mercredi des Cendres et prend fin le Jeudi saint, lorsque débute la messe du soir « In Cena Domini » (Cène du Seigneur) marquant l'entrée dans le Triduum pascal. C'est pour les fidèles de l'Église catholique un temps de conversion au moyen de l'aumône, de la prière, du jeûne et de la pénitence, laquelle se doit d'être aussi un combat spirituel.
En fonction de leur âge et de leur aptitude, les fidèles doivent jeûner au minimum les jours du mercredi des Cendres et du Vendredi saint, et faire abstinence de viande les vendredis. Dans le folklore populaire, le mercredi des Cendres est précédé par le Mardi gras et le carnaval, qui signifie « ôter la viande » (carnelevamen) en latin, sans que ces manifestations n'aient de statut religieux. Les catholiques sont également invités à marquer le Carême en renonçant à une chose ou habitude à laquelle ils sont attachés, cela n'étant pas nécessairement lié à la nourriture.

## Églises protestantes
Les Églises réformées n'imposent pas de pratiques de pénitence ou de jeûne, l'insistance porte durant cette période sur la prédication et la méditation. Si dans le luthéranisme on trouve parfois la recommandation de l'abstinence de viande le Vendredi saint, le protestantisme n'est pas directif, aucune consigne particulière n'ayant été laissée par les apôtres.
Cette absence d'ascèse particulière, de mortification ou de repentance provient de la sotériologie et de la spiritualité propres à la Réforme. Pour les protestants, le salut s'obtient par la grâce seule (sola gratia) en sorte qu'il n'est pas besoin d'accomplir des œuvres de pénitence en vue d'obtenir le salut,,.

## Églises de rite byzantin
Dans les laures orthodoxes, la Sainte Quarantaine est une période de jeûne dans la réclusion au désert et la solitude tandis que la Semaine sainte est un moment de jeûne différent.
Les Églises de rite byzantin pratiquent également un second carême : le « carême de Noël », du 15 novembre au 24 décembre.
Le théologien orthodoxe Alexandre Schmemann écrit : « Avant tout le Carême est un voyage spirituel et sa destination est Pâques ». L'importance et la rigueur du Carême dans l'Église orthodoxe est à la mesure de l'importance qu'elle porte à la fête de Pâques. C'est lors de la fête de Pâques que se rassemble le plus grand nombre de fidèles dans les pays de tradition orientale (orthodoxes et catholiques de rite byzantin) ; c'est, bien plus qu'à Noël, le seul jour de fête où viennent même ceux qui ne pratiquent pas habituellement.
Le Carême des Églises de rite byzantin est précédé d'une période de préparation, appelée petit carême, qui se termine par le carnaval. Le Carême proprement dit, appelé Grand Carême, commence au lendemain du dimanche de carnaval, le Lundi pur (quarante-huit jours avant Pâques).

## Carême-prenant et mi-Carême

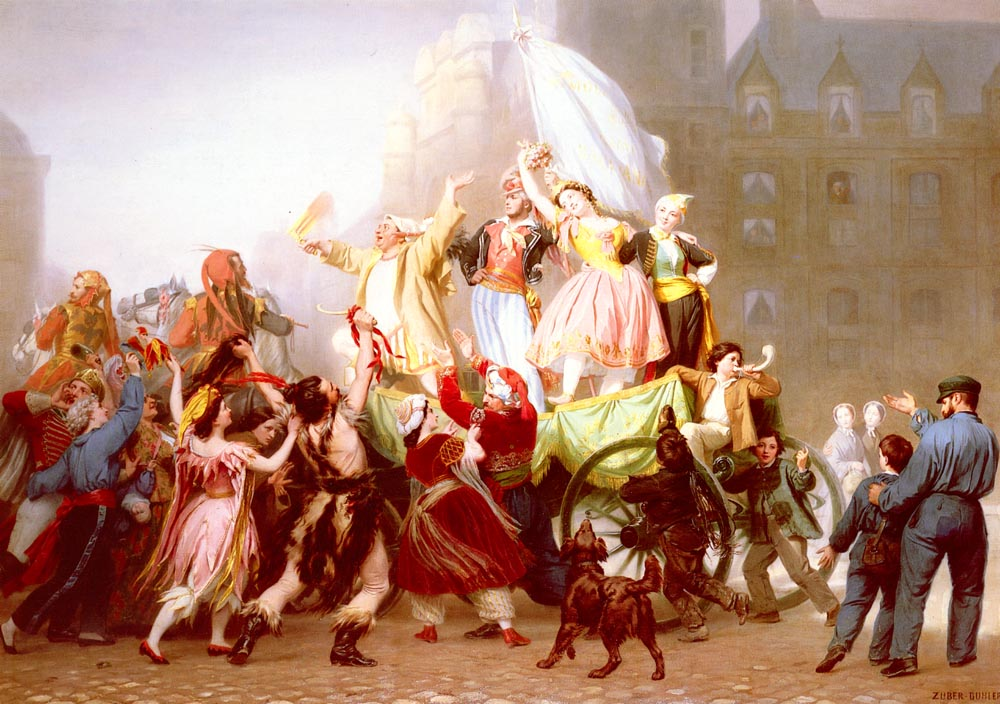
Le Troisième Jeudi de Carême, par Fritz Zuber-Buhler.

Les quelques jours qui précèdent le Carême sont fêtés par des carnavals dans certaines traditions. Ces carnavals trouvent leur origine dans des célébrations païennes et sont perçus comme la dernière occasion de faire bombance avant la période de jeûne. Ils peuvent s'étaler sur une période de plusieurs jours, qu'on appelait Carême-prenant, mais le mardi de Carême-prenant, c'est-à-dire le Mardi gras, est en général le jour où le carnaval bat son plein.
La mi-Carême est fêtée le jeudi de la troisième semaine entière des quarante jours de pénitence.

## Jours marquants du Carême

### Calendrier catholique latin
- Mercredi des Cendres
- Premier dimanche de Carême ou de la Quadragésime
- Deuxième dimanche de Carême (nl) ou Reminiscere
- Troisième dimanche de Carême ou Oculi
- Quatrième dimanche de Carême ou Laetare
- Dimanche de la Passion (cinquième dimanche de Carême)
- Dimanche des Rameaux et de la Passion
- Jeudi saint
- Vendredi saint
- Samedi saint

### Calendrier byzantin (orthodoxes et catholiques orientaux)

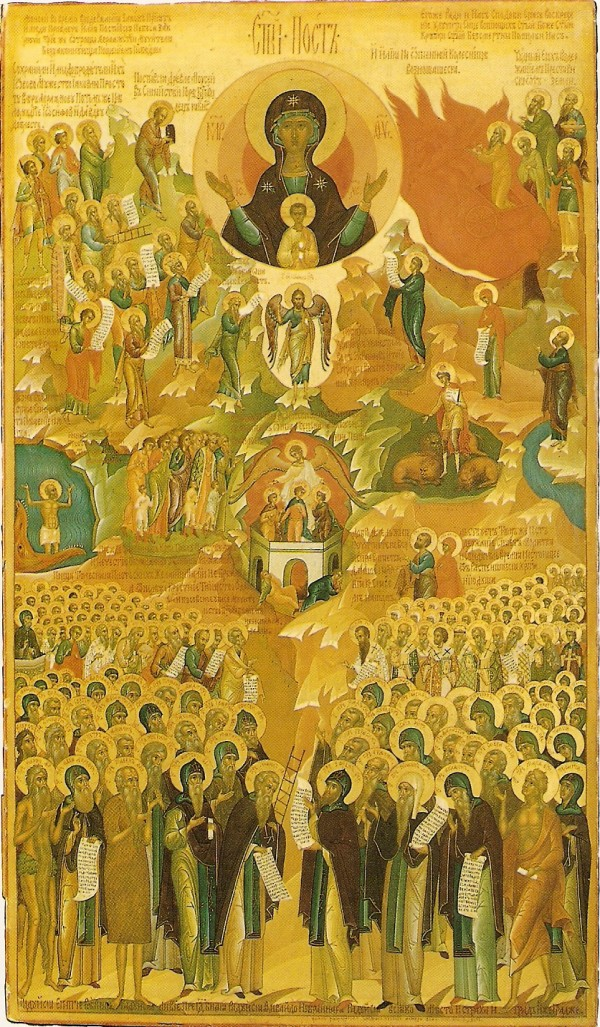
Icône russe du Grand Carême.

Grand Carême ou Sainte Quarantaine :
- Lundi Pur, premier jour du Grand Carême
- Dimanche de l'Orthodoxie ou Premier dimanche de Carême
- Dimanche de saint Grégoire Palamas (ou des reliques pour les catholiques) ou Deuxième dimanche de Carême
- Dimanche de la Croix ou Troisième dimanche de Carême ou mi-Carême
- Dimanche de saint Jean Climaque ou Quatrième dimanche de Carême
- Samedi de l'Acathiste
- Dimanche de sainte Marie l'Égyptienne ou Cinquième dimanche de Carême
- Vendredi veille de Lazare, dernier jour du Grand Carême.

Rameaux et Grande semaine :
- Samedi de Lazare
- Dimanche des Rameaux

## Musique classique
- Marc-Antoine Charpentier, Pour le Carême pour 3 voix et basse continue, H 378. 10 Méditations pour le Carême pour 3 voix et basse continue, H 380-389.

### Recherche

#### Ouvrages
- Robert Féry, Jours de fêtes : Histoire des célébrations chrétiennes, Paris, Seuil, 2009 (ISBN 978-2-02-100905-7)
- Sylvio Hermann De Franceschi, Morales du Carême : Essai sur les doctrines du jeûne et de l'abstinence dans le catholicisme latin XVIIe – XIXe siècle, Paris, Beauchesne, coll. « Théologie historique » (no 126), 2018 (ISBN 978-2-7010-2268-0, lire en ligne)
- (en) Lauren Pristas, The Collects of the Roman Missals of 1962 and 2002 : Sundays in Proper Seasons, Bloomsbury, 2013 (ISBN 978-0-567-58596-7), chap. 6 (« Lent »)
- Jean Verdon, Être chrétien au Moyen Âge, Paris, Perrin, 2018 (ISBN 978-2-262-07900-0)
- (en) Geoffrey Wainwright (éd.) et Karen B. Westerfield Tucker (éd.), The Oxford History of Christian Worship, Oxford University Press, 2006 (ISBN 978-0-19-513886-3)

#### Articles
- Bernard Heyberger, « Les transformations du jeûne chez les chrétiens d'Orient », Revue des mondes musulmans et de la Méditerranée, nos 113-114,‎ 7 novembre 2006, p. 267-285 (ISSN 0997-1327 et 2105-2271, DOI 10.4000/remmm.2987)